# Slaven Zambata
Slaven Zambata (Signo, 24 settembre 1940 – Zagabria, 29 ottobre 2020) è stato un calciatore jugoslavo, di ruolo attaccante.
Considerato uno dei migliori calciatori della storia della Dinamo Zagabria, nonché tra i migliori marcatori della squadra, nel corso della sua permanenza a Zagabria sollevò da capitano la Coppa delle Fiere 1966-1967.

## Carriera

### Club
Cresciuto nella squadra della città natia, il Junak Sinj, nel 1959 a soli 18 anni si trasferì tra le file  modri. 
Con la Dinamo Zagabria vinse la Coppa delle Fiere da capitano nel 1967 e per 4 volte la Coppa di Jugoslavia (1960, 1963, 1965, 1969).

### Nazionale
Con la nazionale olimpica jugoslava partecipò alle olimpiadi di Tokyo 1964 dove segnò 5 reti, una contro l'Ungheria nella fase a gironi e quattro contro il Giappone nella semifinale di consolazione.
Con la nazionale maggiore esordì il 19 settembre 1962 a Lipsia contro la Germania.
L'ultima partita la giocò il 27 ottobre 1968 a Belgrado contro la Spagna. 
Indossò la maglia della nazionale per un totale di 31 partite segnando 21 reti.

## Palmarès

### Club

#### Competizioni nazionali
- Coppa di Jugoslavia: 4

Dinamo Zagabria: 1960, 1963, 1965, 1969

#### Competizioni internazionali
- Coppa delle Fiere: 1

Dinamo Zagabria: 1966-1967